# Unioni volontarie di dettaglianti e grossisti
Le unioni volontarie di dettaglianti e grossisti sono una particolare forma d'associazione sviluppatasi all'interno della grande distribuzione organizzata.
Com'è noto la GDO si compone di Grande Distribuzione (GD) e di Distribuzione Organizzata (DO).
Le unioni volontarie di dettaglianti e grossisti, insieme ai gruppi di acquisto, delineano il panorama della DO italiana ed europea.
Per tramite di tale accordo i singoli esercenti facenti parte dell'unione, in maniera ben organizzata, riescono ad avere un maggior potere contrattuale nei raffronti di un grossista unico di fiducia: un esempio è dato dai supermercati A&O.
Il titolare dell'esercizio è indipendente dagli altri esercenti affiliati.

## Le altre forme della grande distribuzione organizzata
Oltre alle unioni volontarie di dettaglianti e grossisti, la grande distribuzione organizzata, può avvalersi di:
- strutture centrali controllate da un unico soggetto proprietario, che gestiscono punti di vendita quasi sempre diretti (Carrefour, Unes, Coop, Pam Panorama, Esselunga) e che danno vita alla cosiddetta Grande Distribuzione
- gruppi di acquisto che, insieme alle unioni volontarie di dettaglianti e grossisti, danno vita alla Distribuzione Organizzata

La differenza coi gruppi di acquisto risiede nel fatto che mentre nel gruppo l'associazione degli esercenti (indipendenti tra loro) mirano a saltare l'anello del grossista, nelle unioni la volontà è quella di aumentare il proprio potere nei raffronti di un grossista specifico, senza determinare il salto dell'anello.